# Шпак-малюк атоловий
Шпак-малю́к атоловий (Aplonis feadensis) — вид горобцеподібних птахів родини шпакових (Sturnidae). Це рідкісний вид птахів. що мешкає на дрібних атолах Папуа Нової Гвінеї та Соломонових Островів.

## Опис
Довжина птаха становить 20 см. Дорослі птахи мають повністю чорне, металево-блискуче забарвлення і темно-жовті очі. У молодих птахів нижня частина тіла світла, на якій темні смуги утворюють лускоподібний візерунок. Їх очі тьмяніші.

## Підвиди
Виділяють два підвиди:
- A. f. heureka Meise, 1929 — північний захід архіпелагу Бісмарка;
- A. f. feadensis (Ramsay, EP, 1882) — північ Соломонових островів.

## Поширення і екологія
Атолові шпаки-малюки мешкають на дрібних атолах архіпелагу Бісмарка і Соломонових островів, зокрема на острівцях Нініго (3 км²), Ерміт (8 км²), Тенч (менш ніж 1 км²), Грін (37 км²), Нугурія (5 км²) і Онтонг-Джава (10 км²). Вони живуть в тропічних лісах і на плантаціях. Живляться плодами, яких шукають в кронах дерев. Гніздяться в дуплах.

## Збереження
МСОП класифікує стан збереження цього виду як близький до загрозливого. За оцінками дослідників, популяція атолових шпаків-малюків становить від 1000 до 2500 птахів. Їм можу загрожувати знищення природного середовища, а також зміни клімату. що будуть супроводжуватися підняттям рівня Світового Океану.